# 复旦大学菌属
复旦大学菌属（学名：Fudania）是放线菌科中的一属。此属的模式种是金山区复旦大学菌（Fudania jinshanensis）。此物种是一种革兰氏阳性、过氧化氢酶阴性、兼性厌氧且嗜温的杆状细菌。它最早从藏羚羊的粪便样本中分离出来。

## 下属物种
本属包括以下物种：
- 金山区复旦大学菌 Fudania jinshanensis Zhu et al. 2019